# Gas de ciutat

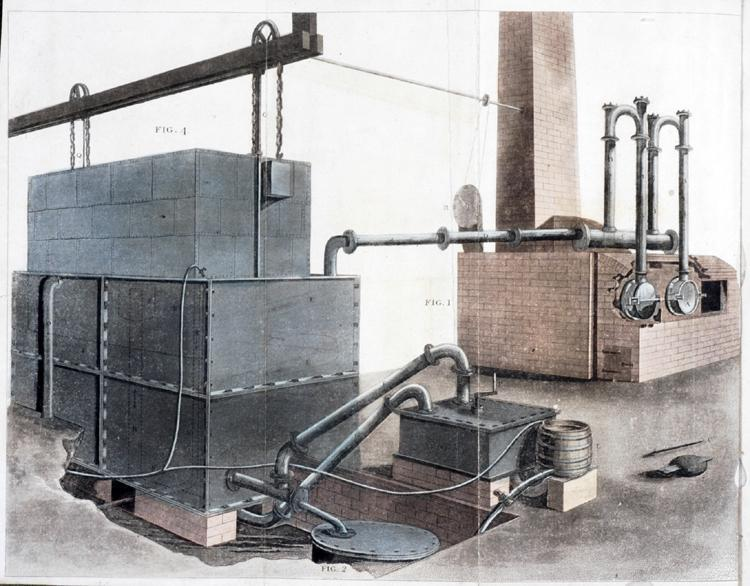
Planta de producció de gas de ciutat, a Catalunya eren conegudes popularment com a gasòmetres

El gas de ciutat (dit també gas ciutat i gas de l'enllumenat) és un combustible fòssil gasós manufacturat, que es pot produir en gasòmetres a partir de la combustió de naftes, obtingudes mitjançant l'anomenat craqueig del petroli, és a dir, "tallant" les molècules llargues d'hidrocarburs presents en aquest per obtenir-ne de més petites, o, com es feia tradicionalment, a partir de la destil·lació seca del carbó. L'ús del gas de ciutat és més antic que el del gas natural i el gas butà, que s'introduïren als anys seixanta del segle xx. El seu poder calorífic depèn de la seva composició exacta, però volta entorn de les 4.200 quilocalories per metre cúbic de gas de ciutat.
El gas de ciutat avui és més car d'obtenir que el gas natural, i per altra banda té la meitat de poder calorífic, cosa que fa que sigui molt menys eficient que aquest, per això en l'actualitat s'ha substituït pràcticament arreu el gas de ciutat pel gas natural.

## Propietats
El gas de ciutat és un gas, és a dir que és un fluid compressible per al seu transport. La seva densitat relativa respecte a l'aire és de 0,9, una mica menys dens que l'aire doncs, amb la qual cosa tendeix a pujar cap amunt quan aquest queda lliure a l'atmosfera.

## Història

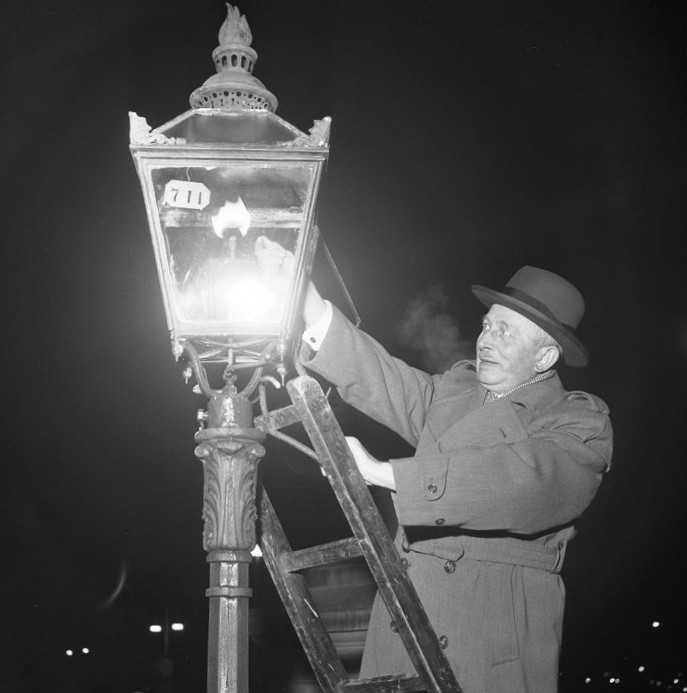
Fanal de gas

El gas de ciutat va començar a usar-se a les fàbriques a partir de la Revolució Industrial, i en concret a Catalunya va ser un dels elements energètics bàsics de la industrialització, en especial de la tèxtil. Després va estendre's a ús comercial i domèstic. La tecnologia usada a la distribució de gas a les poblacions és molt semblant a la de l'aigua potable: s'usa el mateix tipus de canonades, que passen pels mateixos llocs, s'impulsa a pressió, etc. per això la distribució de gas de ciutat es va fer abans que la d'electricitat, fins i tot per a llum (enllumenat de gas), i que qualsevol altra font d'energia per a ús domèstic. Als Països Catalans es va començar a instal·lar per a consum domèstic a les llars de les ciutats a partir de la segona meitat del segle xix. El gas de ciutat s'obtenia a les factories, per exemple a la Fàbrica de Gas de Tortosa, constituïda el 1867, destil·lant-hi hulla que s'importava a través del port de Barcelona, quedava emmagatzemat dins grans dipòsits cilíndrics i es transportava a la ciutat per una xarxa de canonades.
A Barcelona es van prioritzar les instal·lacions urbanes per abastir la Ciutat Vella d'enllumenat, que va començar a fer-se amb gas de ciutat (avui també seria més econòmic i ecològic fer-ho amb gas, millor gas natural, que electricitat) en 1842, i poc després arribaria a les llars particulars. Les cases benestants van ser les primeres a gaudir de cuines amb fogons de gas (que substituïa el carbó) i, a partir de 1860, també de la calefacció, en comptes de xemeneies amb llenya. El gas de ciutat s'usà també per a abastir de llum l'interior de les llars. Al barri (aleshores municipi) de Sants hi hagué una mobilització veïnal molt sonada perquè el gas de ciutat va trigar més tres dècades més a arribar que a la metròpoli. Als anys 1980 va deixar d'abastir-se gas de ciutat, que es va reemplaçar totalment, a Barcelona, per gas natural.